# Cynanchinae
Cynanchinae es una subtribu de plantas con flores perteneciente a la familia Apocynaceae (orden Gentianales).  Esta subtribu tiene los siguientes géneros.

## Géneros
| - Adelostemma - Cynanchum - Decanema - Decanemopsis - Dicarpophora - Drepanostemma - Folotsia - Glossonema | - Graphistemma - Holostemma - Karimbolea - Mahafalia - Mahawoa - Merrillanthus - Metalepis - Metaplexis | - Odontanthera - Pentarrhinum - Pentastelma - Platykeleba - Raphistemma - Sarcostemma - Schizostephanus - Sichuania |